# Наверное, боги сошли с ума 2
«Наверное, боги сошли с ума 2» — кинофильм. Фильм является продолжением фильма «Наверное, боги сошли с ума» 1980 года. Фильм был снят в 1985 году, но вышел в прокат только в 1989 году.

## Сюжет
Пустыня Калахари — дикое и пустынное место. Но только не в этот раз. Два доктора: зоологии и юриспруденции, совершают необычную вынужденную посадку. Бушмен Хико теряет своих детей Хири и Хису, которые случайно попали в грузовик к браконьерам, и сутками напролёт преследует грузовик по следу от колёс. Дети  впервые увидели массу необычных вещей: грузовик, ружья и воду, которую не нужно собирать в виде росы. Один из браконьеров настолько несообразителен, что их грузовик порой часами напролёт едет не в том направлении, и потом им приходится разворачиваться и искать нужную дорогу. Два солдата: кубинец из экспедиционного корпуса и анголец из группировки УНИТА, которые никак не могут определить, кто из них взял другого в плен. В какой-то момент пути всех героев пересекаются.